# Campionat de Porto de futbol
El  Campionat de Porto de futbol  fou un dels diversos campionats predecessors del campionat de Portugal. S'inicià l'any 1914 i involucrà equips de la ciutat de Porto i voltants.

## Historial
| Any  | Campió                   |
| ---- | ------------------------ |
| 1914 | Boavista FC              |
| 1915 | FC Porto                 |
| 1916 | FC Porto                 |
| 1917 | FC Porto                 |
| 1918 | Sport Porto e Salgueiros |
| 1919 | FC Porto                 |
| 1920 | FC Porto                 |
| 1921 | FC Porto                 |
| 1922 | FC Porto                 |
| 1923 | FC Porto                 |
| 1924 | FC Porto                 |
| 1925 | FC Porto                 |
| 1926 | FC Porto                 |
| 1927 | FC Porto                 |
| 1928 | FC Porto                 |
| 1929 | FC Porto                 |
| 1930 | FC Porto                 |
| 1931 | FC Porto                 |
| 1932 | FC Porto                 |
| 1933 | FC Porto                 |
| 1934 | FC Porto                 |
| 1935 | FC Porto                 |
| 1936 | FC Porto                 |
| 1937 | FC Porto                 |
| 1938 | FC Porto                 |
| 1939 | FC Porto                 |
| 1940 | Leixões SC               |
| 1941 | FC Porto                 |
| 1942 | Académico Futebol Clube  |
| 1943 | FC Porto                 |
| 1944 | FC Porto                 |
| 1945 | FC Porto                 |
| 1946 | FC Porto                 |
| 1947 | FC Porto                 |